# Leasing zwrotny
Leasing zwrotny (ang. sale-and-leaseback) – szczególny rodzaj leasingu finansowego, w którym leasingodawca kupuje dobro inwestycyjne od przyszłego leasingobiorcy, a następnie oddaje mu je do użytkowania, ewentualnie pobierania pożytków. Dostawcą przedmiotu i odbiorcą jest ten sam podmiot, który zobowiązuje się do uiszczania rat leasingowych na rzecz nowego właściciela. Odmrażając kapitał wcześniej ulokowany w środkach nadal z nich korzysta, a raty leasingowe stanowią dla niego koszt uzyskania przychodu.
Kiedy umowa leasingu wygaśnie przedsiębiorca może ponownie stać się właścicielem środka trwałego. Oczywiście sprzedaż środków inwestycyjnych firmie leasingowej jest przychodem firmy i niesie za sobą obowiązek odprowadzenia podatku VAT i podatku dochodowego.
Leasing zwrotny może przynieść korzyści przede wszystkim tym przedsiębiorstwom, które posiadają wysoką wartość środków trwałych, ale potrzebują poprawić swoją płynność finansową lub uzyskane z leasingu zwrotnego środki chcą przeznaczyć na inwestycje.